# Sulz (Baden-Württemberg)
Sulz é uma cidade da Alemanha, no distrito de Rottweil, na região administrativa de Friburgo, estado de Baden-Württemberg.